# Peloponnesian Folklore Foundation
Peloponnesian Folklore Foundation (grekiska: Πελοποννησιακό Λαογραφικό Ιδρυμα) är en grekisk stiftelse som bland annat driver Folk Art Museum Vassilios Papantoniou i Nafplion.
Stiftelsen bildades 1974 av dräktformgivaren och scenografen Ioanna Papantoniou i hennes födelsestad Nafplion. Den syftar till att forska om, bevara föremål om och berätta om modern grekisk kultur.
Folk Art Museum Vassilios Papantoniou, namngivet efter fadern, öppnades 1981 i faderns tidigare bostadshus. Museet visar framför allt kläder, textilier och smycken, huvudsakligen från slutet av 1800-talet och början av 1900-talet. Museet har en samling på 27.000 föremål. Museet visar också en historisk utställning om staden Nafplion.
Museet fick 1981 priset European Museum of the Year Award. Museigrundaren Ioanna Papantoniou fick i september 2013 också The Learning Museums Lifetime Achievement Award för sitt arbete med Peloppenesian Folklore Foundation.
| ”                                                      | …hennes ansträngningar att grunda den nödvändiga stiftelsen mötte alla möjliga slags juridiska och byråkratiska hinder, i en storleksordning som skulle lett till att dödliga personer av lägre statuter att överge kampen. Kvaliteteten i och storleken av stiftelsens samlingar, excellensen i dess utställningar, de högtstående grafiska framställningarna, vidden och forskningskvaliteten i dess forskningsprojekt och utbildningsprogrammets originalitet och grundlighet skulle anses anmärkningsvärd i Sverige eller Nederländerna. I Grekland representerar dessa någonting som närmar sig ett mirakel. | „ |
| – Juryn för 1981 års European.Museum of the Year Award | |   |

Stiftelsen öppnade i oktober 1989 Stathmos, det första barnmuseet i Grekland. Det ligger i ett tidigare lokomotivstall vid Nafplions gamla järnvägsstation. 
Peloponnesian Folklore Foundation ger ut två vetenskapliga tidskrifter: Ethnographica och Endymatologica.